# Tony Hrkac
Anthony John "Tony" Hrkac Jr, född 7 juli 1966, är en kanadensisk före detta professionell ishockeyforward och ishockeytränare.
Han som spelare tillbringade 13 säsonger i den nordamerikanska ishockeyligan National Hockey League (NHL), där han spelade för St. Louis Blues, Quebec Nordiques, San Jose Sharks, Philadelphia Flyers, Chicago Blackhawks, Edmonton Oilers, Dallas Stars, New York Islanders, Mighty Ducks of Anaheim och Atlanta Thrashers. Han producerade 371 poäng (132 mål och 239 assists) samt drog på sig 173 utvisningsminuter på 758 grundspelsmatcher. Han spelade också för Halifax Citadels, Milwaukee Admirals och Houston Aeros i American Hockey League (AHL); Indianapolis Ice, Peoria Rivermen, Milwaukee Admirals och Michigan K-Wings i International Hockey League (IHL) och North Dakota Fighting Sioux i National Collegiate Athletic Association (NCAA).
Hrkac draftades av St. Louis Blues i andra rundan i 1984 års draft som 32:a spelare totalt.
Han vann Stanley Cup med Dallas Stars för säsongen 1998–1999.
Efter den aktiva spelarkarriären har Hrkac bland annat arbetat som tränare för Concordia Falcons (NCAA); assisterande tränare för Madison Capitols (USHL) och scout för Tampa Bay Lightning (NHL).

## Statistik
| Källa: Utv = Utvisningsminuter | Källa: Utv = Utvisningsminuter | Källa: Utv = Utvisningsminuter |             | Grundserie  | Grundserie  | Grundserie  | Grundserie  | Grundserie  |             | Slutspel    | Slutspel    | Slutspel    | Slutspel    | Slutspel    |
| Säsong                         | Lag                            | Liga                           | Matcher     | Mål         | Assist      | Poäng       | Utv         | Matcher     | Mål         | Assist      | Poäng       | Utv         |             |             |
| ------------------------------ | ------------------------------ | ------------------------------ | ----------- | ----------- | ----------- | ----------- | ----------- | ----------- | ----------- | ----------- | ----------- | ----------- | ----------- | ----------- |
| 1983–1984                      | Orillia Travelways             | OPJHL                          | 42          | 52          | 54          | 106         | 20          | —           | —           | —           | —           | —           |             |             |
| 1984–1985                      | North Dakota Fighting Sioux    | NCAA                           | 36          | 18          | 36          | 54          | 16          | —           | —           | —           | —           | —           |             |             |
| 1985–1986                      | Kanadas herrlandslag           |                                | 62          | 19          | 30          | 49          | —           | —           | —           | —           | —           |             |             |             |
| 1986–1987                      | St. Louis Blues                | NHL                            | —           | —           | —           | —           | —           | 3           | 0           | 0           | 0           | 0           |             |             |
|                                | North Dakota Fighting Sioux    | NCAA                           | 48          | 46          | 70          | 116         | 48          | —           | —           | —           | —           | —           |             |             |
| 1987–1988                      | St. Louis Blues                | NHL                            | 67          | 11          | 37          | 48          | 22          | 10          | 6           | 1           | 7           | 4           |             |             |
| 1988–1989                      | St. Louis Blues                | NHL                            | 70          | 17          | 28          | 45          | 8           | 4           | 1           | 1           | 2           | 0           |             |             |
| 1989–1990                      | St. Louis Blues                | NHL                            | 28          | 5           | 12          | 17          | 8           | —           | —           | —           | —           | —           |             |             |
|                                | Quebec Nordiques               | NHL                            | 22          | 4           | 8           | 112         | 2           | —           | —           | —           | —           | —           |             |             |
|                                | Halifax Citadels               | AHL                            | 20          | 12          | 21          | 33          | 4           | 6           | 5           | 9           | 14          | 4           |             |             |
| 1990–1991                      | Quebec Nordiques               | NHL                            | 70          | 16          | 32          | 48          | 16          | —           | —           | —           | —           | —           |             |             |
|                                | Halifax Citadels               | AHL                            | 3           | 4           | 1           | 5           | 2           | —           | —           | —           | —           | —           |             |             |
| 1991–1992                      | San Jose Sharks                | NHL                            | 22          | 2           | 10          | 12          | 4           | —           | —           | —           | —           | —           |             |             |
|                                | Chicago Blackhawks             | NHL                            | 18          | 1           | 2           | 3           | 6           | 3           | 0           | 0           | 0           | 2           |             |             |
| 1992–1993                      | Indianapolis Ice               | IHL                            | 80          | 45          | 87          | 132         | 70          | 5           | 0           | 2           | 2           | 2           |             |             |
| 1993–1994                      | St. Louis Blues                | NHL                            | 36          | 6           | 5           | 11          | 8           | 4           | 0           | 0           | 0           | 0           |             |             |
|                                | Peoria Rivermen                | IHL                            | 45          | 30          | 51          | 81          | 25          | 1           | 1           | 2           | 3           | 0           |             |             |
| 1994–1995                      | Milwaukee Admirals             | IHL                            | 71          | 24          | 67          | 91          | 26          | 15          | 4           | 9           | 13          | 16          |             |             |
| 1995–1996                      | Milwaukee Admirals             | IHL                            | 43          | 14          | 28          | 42          | 18          | 5           | 1           | 3           | 4           | 4           |             |             |
| 1996–1997                      | Milwaukee Admirals             | IHL                            | 81          | 27          | 61          | 88          | 20          | 3           | 1           | 1           | 2           | 2           |             |             |
| 1997–1998                      | Dallas Stars                   | NHL                            | 13          | 5           | 3           | 8           | 0           | —           | —           | —           | —           | —           |             |             |
|                                | Michigan K-Wings               | IHL                            | 20          | 7           | 15          | 22          | 6           | —           | —           | —           | —           | —           |             |             |
|                                | Edmonton Oilers                | NHL                            | 36          | 8           | 11          | 19          | 10          | 12          | 0           | 3           | 3           | 2           |             |             |
| 1998–1999                      | Dallas Stars                   | NHL                            | 69          | 13          | 14          | 27          | 26          | 5           | 0           | 2           | 2           | 4           |             |             |
| 1999–2000                      | New York Islanders             | NHL                            | 7           | 0           | 2           | 2           | 0           | —           | —           | —           | —           | —           |             |             |
|                                | Mighty Ducks of Anaheim        | NHL                            | 60          | 4           | 7           | 11          | 8           | —           | —           | —           | —           | —           |             |             |
| 2000–2001                      | Mighty Ducks of Anaheim        | NHL                            | 80          | 13          | 25          | 38          | 29          | —           | —           | —           | —           | —           |             |             |
| 2001–2002                      | Atlanta Thrashers              | NHL                            | 80          | 18          | 26          | 44          | 12          | —           | —           | —           | —           | —           |             |             |
| 2002–2003                      | Atlanta Thrashers              | NHL                            | 80          | 9           | 17          | 26          | 14          | —           | —           | —           | —           | —           |             |             |
| 2003–2004                      | Milwaukee Admirals             | AHL                            | 68          | 20          | 39          | 59          | 20          | 22          | 8           | 12          | 20          | 8           |             |             |
| 2004–2005                      | Milwaukee Admirals             | AHL                            | 77          | 12          | 28          | 40          | 14          | 6           | 0           | 1           | 1           | 8           |             |             |
| 2005–2008                      | Spelade ej.                    | Spelade ej.                    | Spelade ej. | Spelade ej. | Spelade ej. | Spelade ej. | Spelade ej. | Spelade ej. | Spelade ej. | Spelade ej. | Spelade ej. | Spelade ej. | Spelade ej. | Spelade ej. |
| 2008–2009                      | Houston Aeros                  | AHL                            | 12          | 2           | 2           | 4           | 4           | 19          | 4           | 10          | 14          | 8           |             |             |
| 2009–2010                      | Houston Aeros                  | AHL                            | 17          | 0           | 3           | 3           | 4           | —           | —           | —           | —           | —           |             |             |
| NHL totalt                     | NHL totalt                     | NHL totalt                     | 758         | 132         | 239         | 371         | 173         | 41          | 7           | 7           | 14          | 12          |             |             |
| AHL totalt                     | AHL totalt                     | AHL totalt                     | 197         | 50          | 94          | 144         | 48          | 53          | 17          | 32          | 49          | 28          |             |             |
| IHL totalt                     | IHL totalt                     | IHL totalt                     | 340         | 147         | 309         | 456         | 165         | 29          | 7           | 17          | 24          | 24          |             |             |
| NCAA totalt                    | NCAA totalt                    | NCAA totalt                    | 84          | 64          | 106         | 170         | 64          | —           | —           | —           | —           | —           |             |             |